# Jeff (film)
Jeff is een Frans-Italiaanse film van Jean Herman die werd uitgebracht in 1969. 
Het was op de set van deze film dat Delon Mireille Darc voor het eerst ontmoette. Ze werden een koppel, vijftien jaar lang.

## Verhaal
Een bende gangsters heeft in Parijs een geslaagde overval gepleegd op een juwelier. Jeff, de leider, brengt de buit naar een heler in Antwerpen. De bendeleden verschuilen zich ondertussen op een onderduikadres waar ze wachten op Jeff. Die zal de opbrengst komen verdelen. Ze wachten tevergeefs, Jeff komt niet opduiken. 
De bendeleden voelen zich bedrogen. Alleen Laurent behoudt het vertrouwen in Jeff. Hij wordt door de andere bendeleden achtergelaten en bewaakt door een van hen. De overigen begeven zich naar Jeffs flat waar ze Eva, de minnares van Jeff, aantreffen en haar beginnen te folteren.   
Laurent doodt zijn bewaker en slaagt erin Eva te redden uit de handen van haar folteraars. Samen trekken ze naar Antwerpen waar ze de heler vinden.

## Rolverdeling
| Acteur               | Personage         |
| -------------------- | ----------------- |
| Alain Delon          | Laurent           |
| Mireille Darc        | Eva               |
| Georges Rouquier     | Jeff              |
| Frédéric de Pasquale | Diamant           |
| Gabriel Jabbour      | Zucci             |
| Nathalie Nerval      | mevrouw Grunstein |
| Robert Lombard       | Grunstein         |
| Suzanne Flon         | mevrouw de Groote |
| Albert Médina        | Merkès            |